# Elena Fisher
Elena Fisher est un personnage de fiction et une protagoniste de la série de jeux vidéo Uncharted.
C'est l'héroïne dans les jeux Uncharted: Drake's Fortune, Uncharted 2: Among Thieves, Uncharted 3: L'illusion de Drake, Uncharted 4: A Thief's End sur PlayStation 4

## Création et conception
La capture de mouvement est assurée par Emily Rose dans chaque épisode, et la voix anglaise lui est aussi attribuée.

## Biographie
Née le 3 décembre 1984, elle a grandi en Floride. 
Devenue célèbre par une émission de téléréalité, elle a longtemps été cantonnée à tourner des tournages de mauvaise qualité sur des trésors légendaires pour la télévision. Par la suite, elle finit par réaliser son rêve, celui de tourner des reportages sur sa passion : l'archéologie. Son émission possédant peu de moyen, elle est donc obligée de présenter son émission toute seule. Elle devient une reporter réputée après avoir aidé Nathan Drake à dévoiler les secrets d'El Dorado dans Uncharted: Drake's Fortune.
Peu de temps avant sa découverte d'El Dorado, elle fera la connaissance de Nathan Drake et entamera une liaison amoureuse avec lui, avant qu'elle ne le quitte. Drake et Elena se sont remis ensemble puis re-séparés (sûrement à cause de l'obsession de Nate pour son ancêtre) mais à la fin d'Uncharted 3 il reprend son alliance et se réconcilie donc avec Elena. Dans Uncharted 4, ils vivront une vie paisible avant l'arrivée du frère de Drake. L'épilogue, se déroule quelques années plus tard et nous apprend que Elena et Nathan ont eu une fille, Cassie.